# Radiant (astronomija)
Radiant  je v astronomiji točka na nebu iz katere navidezno izvirajo meteorji določenega meteorskega roja.
Opazovalec lahko vidi meteorje, ki pripadajo meteorskemu roju, kjerkoli na nebu, vendar, če podaljšamo smeri njihovega gibanja nazaj, bodo vsi izhajali iz ene točke. Ta točka se imenuje radiant za meteorski roj. Meteorske roje imenujemo po ozvezdju v katerem radiant leži. Podaljški poti meteorjev, ki ne pripadajo nobenemu meteorskemu roju, nimajo skupne točke.
Meteorski roji običajno nastanejo takrat, ko Zemlja pride v oblak delcev, ki so ostanek kometa. Ti delci se gibljejo skoraj v isti smeri, kot se je gibal komet. Njihove poti so sicer vzporedne. Ko pa Zemlja prečka njihovo pot in se pojavijo meteorji, izgleda kot, da izhajajo iz ene točke. Zaradi tega se podaljški poti meteorjev sekajo v točki, ki leži na kometovi poti.
Radiant je zelo pomemben za opazovanje meteorjev. Kadar leži radiant pod obzorjem, se vidi zelo malo meteorjev.